# 伊麗莎白市鎮區 (北卡羅萊納州帕斯闊坦克縣)
伊麗莎白市鎮區（英語：Elizabeth City Township）是位於美國北卡羅萊納州帕斯闊坦克縣的一個鎮區。

## 地方資料
伊麗莎白市鎮區的面積為13.98平方千米，皆為陸地。根據2020年美國人口普查的數據，當地共有人口10688人，而人口密度為每平方千米764.52人。